# Cerro Agassiz
Cerro Agassiz är ett berg i Argentina, på gränsen till Chile. Det ligger i den södra delen av landet, 2 100 km sydväst om huvudstaden Buenos Aires. Toppen på Cerro Agassiz är 3 177 meter över havet.
Terrängen runt Cerro Agassiz är bergig åt nordost, men åt sydväst är den kuperad. Cerro Agassiz är den högsta punkten i trakten. Trakten runt Cerro Agassiz är nära nog obefolkad, med mindre än två invånare per kvadratkilometer.. Det finns inga samhällen i närheten.
Trakten runt Cerro Agassiz är permanent täckt av is och snö.